# 北海道文芸賞
北海道文芸賞（ほっかいどうぶんげいしょう）は、かつて開催されていた、日本の文学賞。

## 概要
株式会社太陽が発行する雑誌『月刊クォリティ』が主催している。同誌主催の北海道文学賞と北海道ノンフィクション賞を併合して2014年に創設された。2018年度の作品募集を最後に終了。
小説部門、エッセイ部門、ノンフィクション部門が設けられている。小説部門では、400字詰め原稿用紙100 - 200枚のものが募集され、時代・歴史小説を除いてジャンルは不問。エッセイ部門では、1編を400字詰め原稿用紙3 - 5枚とし、同じテーマで10編以上まとめたものを1作品として募集され、テーマは自由。ノンフィクション部門では、1編400字詰め原稿用紙30枚以上で、北海道に関連のあるテーマのもののみが募集される。小説、エッセイでは、北海道に関連のあるものが優先受理される。既成作家、新人の別は問われない。募集期間は、前期と後期に分けられており、それぞれに授賞候補作が選ばれ、その中から年間の文芸賞が決定される。賞金は、大賞受賞者に賞金50万円、佳作に賞金10万円が贈られる。

## 受賞作一覧
| 回（年）        | 賞                       | 受賞作                         | 受賞者       |
| --------------- | ------------------------ | ------------------------------ | ------------ |
| 第1回（2014年） | 佳作                     | 「音の目撃者」                 | 人見春男     |
| 第2回（2015年） | 【小説部門】             | 【小説部門】                   | 【小説部門】 |
| 第2回（2015年） | 佳作                     | 「知床のライラ」               | 森ふみあき   |
| 第2回（2015年） | 【エッセイ部門】         |                                |              |
| 第2回（2015年） | 特別賞                   | 「赤いホタル」                 | をじろう     |
| 第2回（2015年） | 特別賞                   | 「私たちは福島で元気です」     | 髙﨑礼       |
| 第2回（2015年） | 【ノンフィクション部門】 |                                |              |
| 第2回（2015年） | 特別賞                   | 「狩勝闘争とその後」           | 岡田義明     |
| 第3回（2016年） | 【小説部門】             | 【小説部門】                   | 【小説部門】 |
| 第3回（2016年） | 佳作                     | 「リイシリ」                   | 悠木龍一     |
| 第3回（2016年） | 【エッセイ部門】         |                                |              |
| 第3回（2016年） | 特別賞                   | 「KUSHIRO マイ・ラブ」         | 佐々木幹雄   |
| 第3回（2016年） | 【ノンフィクション部門】 |                                |              |
| 第3回（2016年） | 佳作                     | 「神々の断崖」                 | 室生寺龍介   |
| 第4回（2017年） | 【小説部門】             | 【小説部門】                   | 【小説部門】 |
| 第4回（2017年） | 選考委員特別賞           | 「泣き虫・真理人」             | 笹原覚       |
| 第5回（2018年） | 【小説部門】             | 【小説部門】                   | 【小説部門】 |
| 第5回（2018年） | 選考委員特別賞           | 「未明の丘」                   | 大嶋岳夫     |
| 第5回（2018年） | 【エッセイ部門】         |                                |              |
| 第5回（2018年） | 選考委員特別賞           | 「函館山随想」                 | 山崎ひとみ   |
| 第5回（2018年） | 【ノンフィクション部門】 |                                |              |
| 第5回（2018年） | 選考委員特別賞           | 「エベレスト劇場」（受賞辞退） | 河野 啓      |

## 選考委員
- 神谷奈保子 （第1回 - ）
- 井口民樹 （第1回）
- 川嶋康男 （第2回）